# Елнур Хюсейнов
Елнур Хюсейнов (на азербайджански: Elnur Hüseynov) е азербайджански поп изпълнител, който представя Азербайджан на Евровизия 2008 и на Евровизия 2015,
Роден е на 3 март 1987 г. в Ашхабад (столицата на Туркменистан) в семейство на етнически азербайджанци. Баща му е военнослужещ, а майка му е специалист по теория на музиката.
През 1999 г. семейството се премества в Азербайджан. През 2004 г. Елнур завършва Бакинското музикално училище. Работи за кратко в Азербайджанския държавен академичен театър за опера и балет, както и в хора на Азербайджанската държавна филхармония и в църковен хор.
През 2008 г. е избран да представи Азербайджан в Евровизия 2008 заедно със Самир Джавадзаде. С песента си „Day After Day“ заемат 8-о място със 132 точки. През март 2015 г. е обявено, че той ще представя Азербайджан за втори път на песенния конкурс Евровизия във Виена.